# 吐火罗人
吐火罗人（Tókharoi）是现代学界对曾聚居在新疆塔里木盆地一帶的吐火罗语使用者的称呼。學者相信其源自原始印欧人。吐火羅語為印歐語系的一支已滅絕的語言，僅存於塔里木盆地發現的西元六世紀到八世紀手稿。

## 名稱
20世纪初，德国探险队在新疆库车和焉耆发现大批用当时尚无人知的文字书写之古本残卷，並將其带回柏林。德国學者穆勒根据一篇回鶻文佛经跋文中一段文字:“回纥文的《弥勒下生经》，先从库车语译为twγry语，又从twγry语译为突厥語”，认为twγry就是历史上的“Tokharoi”。他認為這些手稿上所記錄的語言的使用者，對應古希臘、羅馬史料中所記載的巴克特里亞之地的游牧民族（Tókharoi），即中國史書中的吐火羅、覩貨邏，因此將這些語言统称为吐火羅语，說吐火羅语的人被称为吐火羅人。
然而現在的學術界通常對穆勒的鑒定持否定態度，因為西方和中國古書記載的吐火羅人生活於蔥嶺以西的阿富汗、塔吉克斯坦一帶，說巴克特里亞語，目前沒有切實的證據表明穆勒所認定的新疆“吐火羅人”與蔥嶺以西的吐火羅人有任何關聯。

## 考古研究

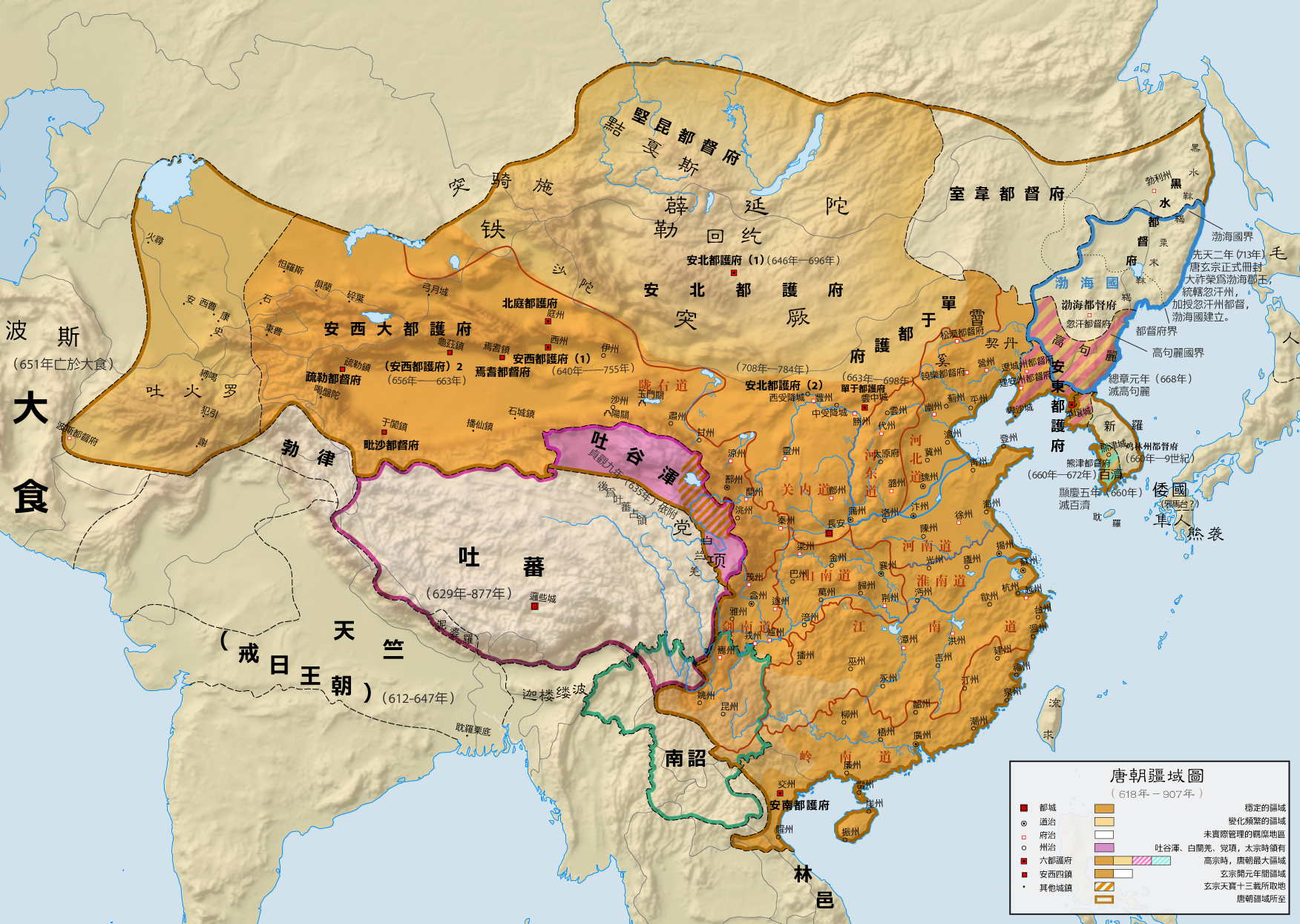
唐朝疆域圖中最左方的吐火罗，也是唐朝臣屬區之一

根据对库车和焉耆出土的吐火罗语残卷研究，以吐火罗语交談的吐火罗人属印欧语人，但很早从原始印欧语人群分离，所以還保留有很多原始印歐語的特徵。
根据对塔里木乾屍與新疆古墓出土古尸骨的研究，吐火罗人的外貌特徵都是黄褐或棕褐頭髮、藍眼睛、高鼻，具有原始印欧人特征，头骨类似北欧型。塔里木乾屍生前是地處最東使用印歐語言的人，后来成为吐火罗人。《汉书·西域志》关于西域人有“今之胡人青眼、赤鬚”、“其人皆深目，多鬚髯”。吐火罗人最後可能被回鹘人在9世紀中叶后同化。
部分古代遗骨DNA显示，一定比例吐火罗人男性的Y染色体为单倍群R1a1a-M17。部分吐火罗文物被学者认为与颜那亚文化同源。

## 民族

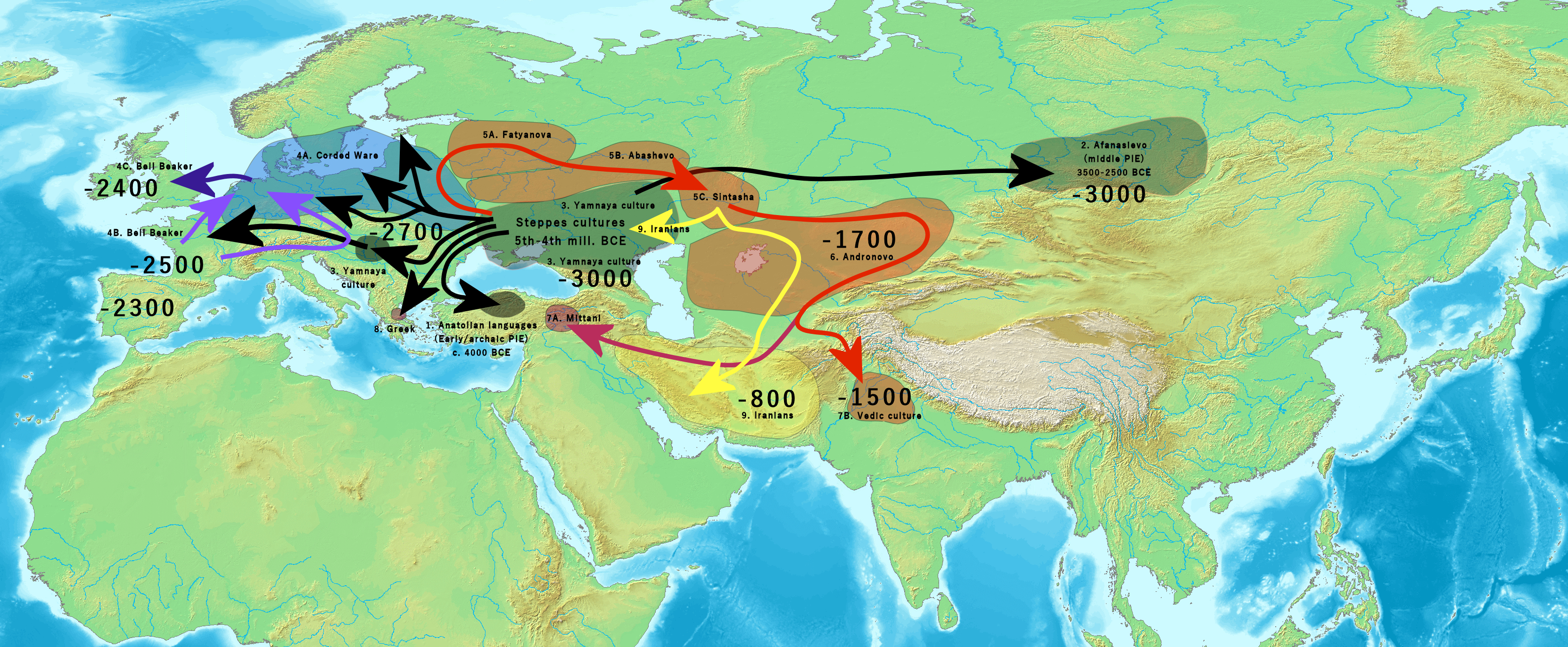
原始印歐人相關文化的傳播。

吐火罗人的由来和如何迁移到中国新疆地区的，目前还没有定论，只略有线索。德裔（東普魯士）英国语言学家亨宁的遗作《历史上最初的印欧人》，对吐火罗人在塔里木盆地的出现，提出了一種研究论点。
他认为，塔里木盆地的吐火罗人就是前2300年左右出现在波斯西部札格罗斯山脈附近区域，并活跃于尔米亚湖和土耳其東部的凡湖之间的游牧民族库提人和Tukris(札格羅斯山脈土著)。亨宁还发现库提人具有明显的讲吐火罗语特征。公元前2000末，库提人突然在近东历史舞台上消失。亨宁相信，古提人大概就在这个时候离开巴比伦，长途跋涉，向东迁徙到塔里木盆地。亨宁认为汉谟拉比铭文中提到的库提人和Tukris最终在新疆定居下来，其中库提人在河西走廊发展成月氏部落，而Tukri人则占据了今新疆南部的库车和焉耆，他们后来被称为吐火罗人。
吐火罗人分北路及南路往东方进发，直至受匈奴所阻为止，但考古基因證明，匈奴也有不少原始印歐血統，事實上史前時代原始印歐人的遺址東至外蒙古。北路的部份在龟兹及焉耆定居，建立了龟兹及焉耆等国，并分别发展了龟兹语及焉耆语。另一支往南路分佈的吐火罗人则曾建立了于阗，及东接河西走廊的鄯善等国家。

## 語言

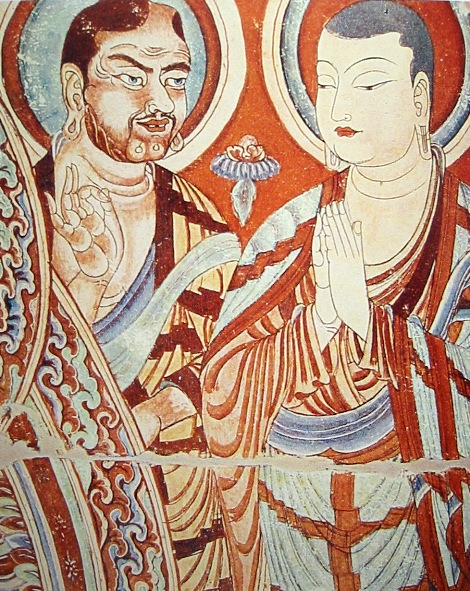
塔里木9世紀的壁畫

1890年，英国军官鲍威尔（Bower）在库车从当地农民手中买到一些桦树皮写本，后经研究后发现为迄今最古的4世纪梵文写本，引起轰动。除梵文外，学者们很快从中区分出两种过去从来不为人知的古代语言，其中一种即现在所谓的吐火罗语。吐火罗语作为一种印欧语，却不像居于东方的印欧语（如梵语、粟特语、波斯语、印地语、俄语等）一样属於噝音類（satem语组），而是与居于西方的印欧语（如凯尔特语、日尔曼语、拉丁语等）一样同属顎音類（centum语组）。有人說他們不同於其他印歐民族，可能是與烏拉爾語系民族接觸有關。

## 文字
當佛教由印度传入，吐火羅人便開始接觸印度的各種文字，他們使用其中一种婆罗米文拼写自己的语言，成了吐火罗語的文字。

## 生活習慣

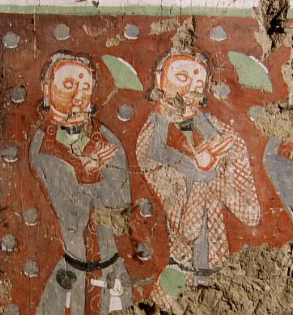
克孜爾石窟的吐火羅供養人壁畫，3世紀–8世紀。

根据中国历史文献，吐火羅人能歌善舞，善賈市爭分銖，善騎馬射箭，已有妓寮。下文是一些关于他们生活的描述：
“龟兹，……。横千里，纵六百里。土宜麻、麦、粳稻、蒲陶，出黄金。俗善歌乐，旁行书，贵浮图法。产子以木压首。俗断发齐顶，惟君不翦发。姓白氏。居伊逻庐城，北倚河羯田山，亦曰白山，常有火。王以锦冒顶，锦袍、宝带。岁朔，斗羊马橐它七日，观胜负以卜岁盈耗云。葱岭以东俗喜淫，龟兹、于阗置女肆，徵其钱。”
“屈支国。东西千馀里。南北六百馀里。国大都城周十七八里。宜穈麦有粳稻，出蒲萄石榴。多梨柰桃杏。土产黄金铜铁铅锡。气序和风俗质。文字取则印度。粗有改变。管弦伎乐特善诸国。服饰锦褐断发巾帽。货用金钱银钱小铜钱。……所以此国多出善马。”
“出鐵門，至睹貨邏國（舊曰吐火羅國，訛也）。其地南北千餘里，東西三千餘里。東阨蔥嶺，西接波剌斯，南大雪山，北據鐵門，縛芻大河中境西流。自數百年，王族絕嗣，酋豪力競，各擅君長，依川據險，分為二十七國。雖畫野區分，總役屬突厥。氣序既溫，疾疫亦眾。冬末春初，霖雨相繼。故此境已南，濫波已北，其國風土，並多溫疾。而諸僧徒以十二月十六日入安居，三月十五日解安居，斯乃據其多雨，亦是設教隨時也。其俗則志性恇怯；容貌鄙陋，粗知信義，不甚欺詐。語言去就，稍異諸國。字源二十五言，轉而相生，用之備物，書以橫讀，自左向右，文記漸多，逾廣窣利。多衣疊毛，少服褐。貨用金、銀等錢，模樣異於諸國。”

## 吐火罗和月氏、大夏关系
研究吐火罗的学者大致分为两派：
- 主张吐火罗是月氏的有西克、西格林、萊維、伯希和、痕宁、蒲立本、奈然、林梅村、张广达、黃盛璋等。
- 主张吐火罗是大夏。王国维主张大夏西迁为吐火罗说。主张大夏说的还有馬迦特、王静如、余太山、王欣等。

### 支持月氏说的文献根据
- 《三國志·魏志》引《西戎傳》：“敦煌西域至南山中從婼姜西至蔥嶺數千里有月氏遺種。[8]
- 出生在龟兹的高僧鸠摩罗什在所譯《大智度論》中“吐火罗”旁註“小月氏”三字。[9]
- 431年翻译的《求那跋摩經》（Gunavarman）将梵文“吐火罗”译为月氏。[10]
- 敦煌文件《西天路竟》：“又西一日至高昌国，又西行一千里至月氏国，又西行一千里至龟兹国。”[11]

高昌、龟兹之间为焉耆，即月氏。

### 大夏
馬迦特曾建议将Thogar训为Dat-ga，即“大夏”古读音，但伯希和指出，根据高本汉古代汉语对音，大夏古代读音Dat-ga不太可靠。

## 後裔
中華民國學者岑仲勉認為西戎中的義渠為吐火羅人後代。中華人民共和國學者林梅村提出類似看法，認為義渠與緄夷皆為吐火羅人分支。